# Elgin (Dakota del Nord)
Elgin és una població dels Estats Units a l'estat de Dakota del Nord. Segons el cens del 2000 tenia 659 habitants.

## Demografia
Segons el cens del 2000, Elgin tenia 659 habitants, 316 habitatges, i 170 famílies. La densitat de població era de 314,1 hab./km².
Dels 316 habitatges en un 18,7% hi vivien nens de menys de 18 anys, en un 48,7% hi vivien parelles casades, en un 3,5% dones solteres, i en un 45,9% no eren unitats familiars. En el 44,9% dels habitatges hi vivien persones soles el 25% de les quals corresponia a persones de 65 anys o més que vivien soles. El nombre mitjà de persones vivint en cada habitatge era d'1,91 i el nombre mitjà de persones que vivien en cada família era de 2,65.
Per edats la població es repartia de la següent manera: un 17% tenia menys de 18 anys, un 3,5% entre 18 i 24, un 16,4% entre 25 i 44, un 24,6% de 45 a 60 i un 38,5% 65 anys o més.
L'edat mediana era de 56 anys. Per cada 100 dones de 18 o més anys hi havia 86,7 homes.
La renda mediana per habitatge era de 22.391 $ i la renda mediana per família de 30.972 $. Els homes tenien una renda mediana de 28.750 $ mentre que les dones 15.417 $. La renda per capita de la població era de 18.080 $. Entorn del 8,8% de les famílies i el 14,7% de la població estaven per davall del llindar de pobresa.

## Poblacions més properes
El següent diagrama mostra les poblacions més properes.